# Sugimori Hisahide
Sugimori Hisahide (japanisch 杉森 久英; geboren 23. März 1912 in Nanao, Präfektur Ishikawa; gestorben 20. Januar 1997) war ein japanischer Schriftsteller.

## Leben und Wirken
Sugimori Hisahide nahm schon, während er noch auf der Schule war, mit einem Beitrag an dem 11. „Shinshicho“ (新思潮) Wettbewerb teil. Nach seinem Studienabschluss an der Universität Tokio im Fach Geisteswissenschaften arbeitete er beim Verlag Chūōkoron-sha und in der Kulturabteilung der staatlichen Taisei Yokusankai.
Nach dem Zweiten Weltkrieg trat Sugimori in den Verlag Kawade ein, wo er Chefredakteur des literarischen Magazins „Bungei“ (文芸) wurde. Er konnte Noma Hiroshi, Nakamura Shin’ichirō und andere Vertreter der ersten Welle der Nachkriegsliteratur für Beiträge gewinnen. Er selbst fiel 1958 auf mit dem Roman „Saru“ (猿) – „Affen“, woraufhin er sich ganz dem Schreiben zuwandte.
Sugimori wurde zu einem führenden Verfasser biografischer Werke. 1962 erhielt er den Naoki-Preis für sein „Tensai no kyōjin no aida“ (天才と狂人の間) – „Zwischen Genie und Verückten“, 1960 bis 1961. Das ist eine Biografie zu Shimada Seijirō (島田 清次郎; 1899–1930), einem ungewöhnlichen Schriftsteller aus seiner Heimat. Es folgte 1963 ein Buch über Oberst Tsuji Masanobu, 1965 „Takuboku no kanashiki shōgai“ (啄木の悲しき生涯) – „Takubokus trauriges Leben“, 1969 „Meiji no saishō“ (明治の宰相) – „Kanzler der Meiji-Zeit“, 1986 „Konoe Fumimaro“, mit dem Mainichi-Kulturpreis ausgezeichnet, u. a. „Densetsu to jitsusō“ (伝説と実像) – „Überlieferung und reales Bild“ 1967 gehört zu einer Reihe von geschichtlichen Darstellungen der Shōwa-Zeit.
„Noto“ (能登) aus dem Jahr 1985 ist ein autobiografischer Roman über seine Heimat. Er erhielt dafür den Hirabayashi-Taiko-Literaturpreis. 1993 wurde er mit dem 
Kikuchi-Kan-Preis ausgezeichnet.